# 채의숭
채의숭(1939년 3월 3일 ~ 2024년 2월 29일)은 대한민국의 정치인이다.

## 학력
- 대천공립농업전수학교 (졸업)
- 건국대학교 (경제학 / 박사)

## 경력
- 대의그룹 회장
- 건국대학교 총동문회장

## 생애
그는 충남 태안 출신으로 삼성과 대우에서 직장생활을 하다, 1989년 자동차 부품업체인 대의그룹을 창립했다. 동시에 정계 입문했으나 무소속 출마, 낙선했다. 1996년 자동차 엔진 플라스틱 부품 제조업 등을 목적으로 완성차업체에 자동차 부품을 납품하는 회사 한산을 설립했다. 이를 비롯해 각 회사를 설립하면서 대의그룹 경영을 총괄했다. 이러던 도중 검찰에 2017년 사기 대출과 허위 공시 등 혐의로 한산 전 대표들 등 임직원들과 함께 기소되었다. 이들은 2014년~2015년 중소기업을 구제하기 위해 도입한 B2B 대출제도의 허점을 이용해 금융기관을 속여 거액의 대출을 받은 혐의를 받았다.
그는 대출금의 만기 연장 등을 위해 회계담당 실무자에게 수년에 걸쳐 재무제표를 허위로 작성·공시하도록 한 혐의를 주로 하여 재판에 넘겨졌다. 1심은 “허위에 해당하는 금액이 각 사업연도마다 수십억 원에 달해 죄질이 결코 가볍다고 볼 수 없다”며 징역 1년 6개월을 선고받았다. 특히 1심 재판부는 “아들을 비롯한 거의 모든 회사 관계자들이 피고인이 실질적인 운영자이자 소유주이고 특히 회계 관련 부분은 직접 세심히 관여했다고 진술하고 있음에도 극구 범행을 부인한다”고 지적했다.
2심도 “주식회사 재무제표에 대한 사회적 신뢰를 훼손시키고 범행을 주도적으로 지시했음에도 불구하고 책임을 실무자에게 전가하는 모습만을 보여 엄벌이 필요하다”며 1심 판단을 유지했다. 그러나 2021년 대법원은 항소심에서 변호인의 소송법상 권리가 침해돼 2심 재판을 다시 해야 한다고 판단했다.
법원에 따르면 변호인은 항소심에서 증거조사가 종료되자 재판장에게 피고인신문을 원한다는 의사를 표시했다. 항소심 재판장은 이를 불허하고 주장할 내용을 변론요지서로 제출할 것을 명하면서 변론을 종결하고 3회 공판기일에 판결을 선고했다. 재판부는 “변호인이 피고인을 신문하겠다는 의사를 표시했음에도 불구하고 피고인신문절차를 진행하지 않은 채 변론을 종결하고 판결을 선고한 원심판결에는 소송절차에 관한 법령을 위반한 잘못이 있다”고 밝혔다.

### 사망
2심 판결을 기다리던 2024년 2월 29일 사망했다. 향년 86세.